# Самерс Појнт (Њу Џерзи)
Самерс Појнт (енгл. Somers Point) град је у америчкој савезној држави Њу Џерзи. По попису становништва из 2010. у њему је живело 10.795 становника.

## Демографија
Према попису становништва из 2010. у граду је живело 10.795 становника, што је 819 (7,1%) становника мање него 2000. године.
| Група             | 2000.         | 2010.         |
| Белци             | 9.587 (82,5%) | 8.091 (75,0%) |
| Афроамериканци    | 814 (7,0%)    | 1.153 (10,7%) |
| Азијати           | 368 (3,2%)    | 332 (3,1%)    |
| Хиспаноамериканци | 696 (6,0%)    | 1.024 (9,5%)  |
| Укупно            | 11.614        | 10.795        |